# Robert P. Anderson
Robert Paul Anderson ist ein amerikanischer Zoologe und Mammaloge, dessen Schwerpunkte die Biogeographie, die Ökologie und die Taxonomie sind. Er ist Professor am City College of New York bzw. der City University of New York sowie wissenschaftlicher Mitarbeiter am American Museum of Natural History.

## Leben und Werk
Anderson studierte Biologie an der Kansas State University und wurde dort 2001 mit einer Arbeit zur Systematik und Biogeographie der südamerikanischen Stacheltaschenmäuse promoviert. Danach arbeitete er als Postdoktorand am American Museum of Natural History, wo er Methoden zur Modellierung von Artennischen und -verteilungen entwickelte und einsetzte, die heute vor allem in der Naturschutzbiologie, bei den Auswirkungen invasiver Arten und zoonotischer Krankheiten sowie den Auswirkungen des Klimawandels auf die Biodiversität eingesetzt werden. Heute ist er Professor mit Lehrauftrag am Department of Biology am City College of New York sowie weiterhin wissenschaftlicher Mitarbeiter in der Division of Vertebrate Zoology (Mammalogy) am American Museum of Natural History.

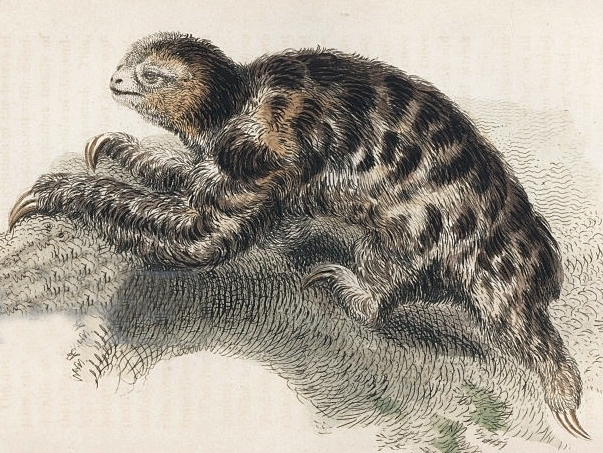
Gemeinsam mit Charles O. Handley beschrieb Anderson 2001 das Zwergfaultier (Bradypus pygmaeus)

Taxonomisch arbeitet Anderson vor allem im Bereich neotropischer Säugetiere, wobei er seine Ergebnisse auf der Basis von Feldarbeit, morphologischen Untersuchungen, Klimatologie, Physiologie und Genetik stützt. Allein oder gemeinsam mit seinen Mitarbeiter und Studenten beschrieb er mehrere neue Säugetierarten wie das Zwergfaultier (Bradypus pygmaeus) 2001 gemeinsam mit Charles O. Handley sowie vier neue Arten der Stacheltaschenmäuse (Heteromys): die Ecuador-Stacheltaschenmaus (Heteromys teleus) im Jahr 2002, die Paraguaná-Stacheltaschenmaus (Heteromys oasicus) 2003, die Nebelwald-Stacheltaschenmaus (Heteromys nubicolens) 2006 und die Aragua-Stacheltaschenmaus (Heteromys catopterius) 2009.

## Publikationen
Neben zahlreichen Veröffentlichungen in verschiedenen wissenschaftlichen Fachzeitschriften ist Anderson Mitherausgeber einer Monografiensammlung sowie Autor des Kapitels zu den Stacheltaschenmäusen im Fachwerk Mammals of South America von 2015:
- A.T. Peterson, J. Soberón, R. G. Pearson, R. P. Anderson, E. Martínez-Meyer, M. Nakamura, M. B. Araújo: Ecological niches and geographic distributions. Monographs in Population Biology 49, Princeton University Press 2011.
- R. P. Anderson: Family Heteromyidae. In: J. L. Patton, U. F. J. Pardiñas, G. D’Elía (Hrsg.): Mammals of South America, Volume 2: Rodents. University of Chicago Press, 2015; S. 51–58.

## Belege
1. ↑  R. P. Anderson: Systematics and biogeographic modeling of spiny pocket mice (Rodentia: Heteromyidae: Heteromys) in South America. Ph.D. Dissertation, University of Kansas, Lawrence, 2001.
2. ↑  Robert P. Anderson, Charles O. Handley, Jr: A new species of three-toed sloth (Mammalia: Xenarthra) from Panamá, with a review of the genus Bradypus. Proceedings of the Biological Society of Washington 114, 2001, S. 1–33
3. ↑  Robert P. Anderson, Charles O. Handley, Jr: Dwarfism in insular sloths: biogeography, selection, and evolutionary rate. Evolution 56, 2002, S. 1045–1058
4. ↑  Robert P. Andersen, Pablo Jarrín-Valladares: A New Species of Spiny Pocket Mouse (Heteromyidae: Heteromys) Endemic to Western Ecuador. American Museum Novitates 3382, 16. August 2002; S. 1–26. (Volltext)
5. ↑  Robert P. Andersen: Taxonomy, distribution, and natural history of the genus Heteromys (Rodentia, Heteromyidae) in western Venezuela, with the description of a dwarf species from the Península de Paraguaná. American Museum Novitates 3396, 27. März 2003; S. 1–43. (Volltext)
6. ↑  Robert P. Andersen, Eliécer E. Gutiérrez: Taxonomy, Distribution, and Natural History of the Genus Heteromys (Rodentia: Heteromyidae) in Central and Eastern Venezuela, with the Description of a New Species from the Cordillera de la Costa. Bulletin of the American Museum of Natural History 331 (1), 2009; S. 33–93. (Volltext (Memento des Originals vom 3. Januar 2019 im Internet Archive)  Info: Der Archivlink wurde automatisch eingesetzt und noch nicht geprüft. Bitte prüfe Original- und Archivlink gemäß Anleitung und entferne dann diesen Hinweis., doi:10.1206/582-2.1)
7. ↑  Publikationsliste von Robert P. Andersen auf der offiziellen Website des Anderson Lab am City College of New York; abgerufen am 2. Januar 2019.